# Torrance, Skottland
Torrance är en by i East Dunbartonshire i Skottland. Byn är belägen 65,2 km 
från Edinburgh. Orten har 2 300 invånare (2016).